# 月がきれい
『月がきれい』（つきがきれい、as the moon, so beautiful.）は、feel.制作による日本のテレビアニメ作品。2017年4月から6月まで放送された。
キャッチコピーは「わたしにとってそれは…まるで月あかり」。

## 製作
2017年1月30日、完全新作のオリジナルアニメとして、4月から放送と発表された。このときのキャッチコピーは「I love you をそう訳したのは、太宰だったか、漱石だったか……」。
監督は『Angel Beats!』や『暗殺教室』などで知られる岸誠二、シリーズ構成は『デジモンアドベンチャー tri.』や『アイカツスターズ!』などで知られる柿原優子、キャラクター原案は『君の膵臓をたべたい』のイラストで知られるloundraw、アニメーション制作は『やはり俺の青春ラブコメはまちがっている。続』などを手掛けたfeel.が担当する。キャラクターデザインは『ようこそ実力至上主義の教室へ』や『暗殺教室』で岸と組んでいる森田和明。
3月20日、第1話先行上映会が行われた。本作はアフレコではなくプレスコで制作され、2016年8月からはじまったキャストの収録は全て終了していることが明かされた。
プロデューサーの南健と岸が2014年9月頃、リアルな人間のドラマをやりたいと構想をはじめ、映画「たまこラブストーリー」の公開に影響され、恋愛ものに決定した。高校生を描いた作品は多数あるため、学校や家といった枷がある中学3年生という年齢が選ばれた。舞台は都会でも田舎でもないところで、東京から遠くなく、ロケハンしやすい川越となった。美少女アニメ風のキャラがあわないということになり、ハヤカワ文庫JAのSF小説の表紙を手掛けるイラストレーターのloundrawをキャラクター原案で起用している。
ロゴ・サブタイトルデザインは内古閑智之＆CHProductionが担当。水色が小太郎、ピンクは茜をイメージして書かれている。ロゴは現役の中学3年生1クラス全員に書いてもらった文字を解体、再構成して作られている。
エンディングでは毎回男女のやりとりと思われるLINEの画面が流れていたが、最終話のエンディングで成長した小太郎と茜のやりとりであることが明かされた。
エンディング後のCパートでは小太郎と茜のクラスメイトや担任の園田に焦点を当てたショートエピソードが放送された。

## あらすじ
川越の中学校に通う小説家志望の安曇小太郎と陸上部の水野茜は、同じクラスになったのをきっかけにお互いを意識しはじめ、ある日、小太郎が茜に告白し、ぎこちない交際がはじまる。少しずつ仲を深めていく二人だったが、茜は父の転勤で千葉の高校に進学することになる。茜は遠距離恋愛になる不安を抱えるが、小太郎は茜との交際を小説に綴り、小説投稿サイトに投稿する。それを読んだ茜は小太郎が自分に寄せる強い思いに涙しながら、街を離れる。
最終話のエンディングでは、小太郎と茜が遠距離恋愛を続け、結婚し、子供が生まれるまでが静止画で描かれた。

## 登場人物

### メインキャラクター
安曇 小太郎（あずみ こたろう）
声 - 千葉翔也
本作の主人公。川越市立第三中学校3年1組。文芸部部長。小説家を目指し、毎晩遅くまで執筆しているが、まだ誰にも読ませたことはない。国語を除く学業や運動は苦手。茜とは家族と食事に出かけたファミレスで出会ったり、運動会の用具係で一緒に作業したりが続いたことで一緒にいることが多くなったことから意識し始め、茜に告白し付き合うようになる。茜が千葉に引っ越すと聞き、彼女を追って同じ高校を受験するが不合格となり、地元の市立高校に進学。茜との交際を「13.70」の題で小説に書き、「安曇治」のペンネームで小説投稿サイトに投稿。離れても気持ちは変わらないと綴った。
水野 茜（みずの あかね）
声 - 小原好美
本作のヒロイン。小太郎のクラスメイト。短距離専門の陸上部部員で大会で複数、入賞している。学業の成績も良い。小太郎の髪に寝癖がついていたのを見てひそかに「ハネテル君」とあだ名をつけた。芋のマスコットを持ち歩き、緊張すると揉んで気持ちを落ち着かせている。父親の転勤に伴って千葉の「光明高校」の推薦入試を受け、進学。遠距離恋愛になることに強い不安を感じていたが、小太郎の小説を読み、交際を続ける決意をしていることを知り、涙を流した。

### 3年1組の生徒
山科 ろまん（やましな ろまん）
声 - 筆村栄心
小太郎の親友。派手な格好で一部の女子から人気がある。クラス担任の園田を「（先生として）好き」と公言している。小太郎に小説を投稿サイトに載せるよう勧めた。
小笠原 大地（おがさわら だいち）
声 - 金子誠
小太郎、ろまんの友人。柔道部部長。
金子 翼（かねこ つばさ）
声 - 熊谷健太郎
坊主頭の野球部員。体力バカの自信家。俺様系で思いやりが無い。心咲にちょっかいを出す。
永原 翔（ながはら しょう）
声 - 広瀬裕也
サッカー部。いわゆるチャラ男。
節子と交際していたが、ラブホテルに誘ってばかりいたため、最終的に振られた。
稲葉 保仁（いなば やすひと）
声 - 石井マーク
サッカー部。顔と性格が地味で目立たない。
Cパートショートエピソードでは美羽とデートして、彼女の気まぐれに翻弄されている。
今津 美羽（いまづ みう）
声 - 千菅春香
心咲の友人。吹奏楽部の幽霊部員。
女子としての意識を高く持っており、気まぐれで面倒な一面がある。
佐藤 節子（さとう せつこ）
声 - 鈴木美園
吹奏楽部の幽霊部員。家がちょっとお金持ちで、おしゃれな大人びた雰囲気の女子。考えが浅く言葉遣いが悪い。
永原と付き合っていたが、ラブホテルに誘い、ホテル代をたかる節操のなさに呆れかえり、別れた。
宮本 心咲（みやもと あいら）
声 - 石見舞菜香
女子のリーダー的存在。テニス部の幽霊部員。
立場が強く勝気な性格だが、一方で素直で押しに弱く、金子に「かわいい」と言われて赤面したりしている。
田中 さくら（たなか さくら）
声 - 井上ほの花
眼鏡に三つ編みの目立たない女子。クラスの男子にもてる自分を妄想しては我に返っている。
10話ショートエピソードでは文芸部の幽霊部員であることが判明した。

### 陸上部員
比良 拓海（ひら たくみ）
声 - 田丸篤志
陸上部部長。リーダーシップがあり人望も厚い。密かに茜に想いを寄せているが、周囲には気付かれている。遊園地に遊びに行った際、小太郎から茜と交際していると言われ呆然とする。
川越祭りの夜、ようやく茜に自分の思いを告白したが断られる。
西尾 千夏（にしお ちなつ）
声 - 村川梨衣
3年2組。茜と葵の親友。人懐っこい性格で、運動会で怪我の手当てをした小太郎にも馴れ馴れしく接する。密かに小太郎へ想いを寄せ、茜にそれをLINEで告白する。2人が付き合っていることを知っていたが、遊園地で小太郎の交際宣言を聞いたときは涙した。小太郎と同じ高校に合格した日、告白して断られたことで、自分の気持ちに区切りをつける。
滝沢 葵（たきざわ あおい）
声 - 白石晴香
3年3組。茜と千夏の親友。3年間をジャンプに捧げているため、恋愛には関心すらない。ストイックな性格が後輩に人気。実は大の男嫌い。

### 安曇家
安曇 龍之介（あずみ りゅうのすけ）
声 - 岡和男
小太郎の父親。市役所勤務。無口だが、息子が小説を書いていることに気付いている。進学に迷う小太郎に言葉少なにアドバイスする。
安曇 淳子（あずみ じゅんこ）
声 - 井上喜久子
小太郎の母親。夜更かしする息子を心配している。小太郎が茜を追って県外の高校を受験することを知り猛反対するが、本人の努力を認め、担任の園田を説得。受験の日は早朝から弁当を作り、送り出した。

### 水野家
水野 洋（みずの ひろし）
声 - 岩田光央
茜の父親。食品メーカーに勤めており、転勤族。娘2人に彼氏がいることを知り、複雑な表情を浮かべていた。
終盤、千葉県にある本社への転勤を命じられ、最終回で家族を連れて引っ越した。
水野 沙織（みずの さおり）
声 - 斎藤千和
茜の母親。専業主婦。以前はデザイン会社に勤務していて、会社に出入りしていた洋と結婚。
水野 彩音（みずの あやね）
声 - 前川涼子
茜の姉。東京の私立女子高に通う高校2年生。とび職の彼氏持ち。妹の恋愛事情に興味津々で、よく茜の携帯を覗いてくる。小太郎の受験を知り、茜に苦言を呈した。
東京の私立女子高に通っているのは「どうせ（父の転勤で家族丸ごと）引っ越すから」という理由に加え、その女子高を元々目指していたため。

### その他
園田 涼子（そのだ りょうこ）
声 - 東山奈央
3年1組の担任で、音楽教師。美人で男子生徒の憧れの存在。ろまんに好意を向けられてから、彼を意識するようになる。好きの意味が「先生として好き」という意味だとわかった後も、彼の言動で一喜一憂している。小太郎の受験では成績が足りないとして、母親の淳子を学校に呼び出している。
立花 大輔（たちばな だいすけ）
声 - 岩中睦樹
大学生で古本屋「立花古書店」の息子。小説から恋愛まで小太郎の良き相談相手。デートする場所がない小太郎に自分の店を貸した。高校受験に失敗した小太郎に自分の経験を小説にすることを勧めた。
立花 茂
声 - 佐々木省三
大輔の父。川越まつりのお囃子の指導をしている。

## スタッフ
- 監督 - 岸誠二[14]
- 助監督 - 岩崎光洋、池端隆史[14]
- シリーズ構成・脚本 - 柿原優子[14]
- キャラクター原案 - loundraw[14]
- キャラクターデザイン - 森田和明[14]
- プロップデザイン - 藤崎賢二
- AC作画監督 - 松本剛彦
- 3D監督 - 奥村優子
- 美術デザイン・美術設定 - 宮越歩[14]
- 美術監督 - 安田ゆかり[14]
- 色彩設計 - 伊藤さき子[14]
- 撮影監督 - 中村雄太[14]
- 編集 - 平木大輔[14]
- 音響監督 - 飯田里樹[14]
- 音楽 - 伊賀拓郎[14]
- 音楽制作 - FlyingDog[14]
- 音楽プロデューサー - 西辺誠
- プロデューサー - 南健、岡村武真、前田俊博、亀井博司
- 制作プロデューサー - 吉田啓祐
- アニメーション制作 - feel.[14]
- 製作 -「月がきれい」製作委員会[14]

## 主題歌
「イマココ」
東山奈央によるオープニングテーマ。作詞は川嶋あい、作曲・編曲はWEST GROUND。
「月がきれい」
東山奈央によるエンディングテーマ。作詞は川嶋あい、作曲はWEST GROUND、編曲は伊賀拓郎。
挿入歌
編曲は伊賀拓郎。
「初恋」
東山奈央による第3話の挿入歌。作詞・作曲は村下孝蔵。
「やさしい気持ち」
東山奈央による第5話の挿入歌。作詞・作曲はChara。
「3月9日」
東山奈央による第6話の挿入歌。作詞・作曲は藤巻亮太。
「旅立ちの日に」
川越市立第三中学3年1組による第7話の挿入歌。作詞は小嶋登、作曲は坂本浩美。
「夏祭り」
東山奈央による第8話の挿入歌。作詞・作曲は破矢ジンタ。
「fragile」
東山奈央による第10話の挿入歌。作詞は持田香織、作曲は菊池一仁。
「未来へ」
東山奈央による第11話の挿入歌。作詞・作曲は玉城千春。

## 各話リスト
サブタイトルに実在する詩（詩集）や小説など文芸作品の題名が使用されている。
| 話数 | サブタイトル       | ショートエピソード | コンテ            | 演出                                             | 作画監督                                                                                         | 総作画監督                                   |
| --- | ------------------ | --- | ----------------- | ------------------------------------------------ | ------------------------------------------------------------------------------------------------ | -------------------------------------------- |
| 01 | 春と修羅           | - | 岸誠二 平井義通   | 岩崎光洋                                         | 藤崎賢二                                                                                         | 森田和明                                     |
| 中学3年生になった水野茜と安曇小太郎は同じクラスになったのをきっかけにお互いを意識しはじめる。家族でファミレスに行った茜は小太郎一家と鉢合わせする。茜は恥ずかしいからこのことは学校で話さないでと小太郎に口止めする。運動会の用具係になった茜は、同じ係になった小太郎のLINEを聞いておくよう頼まれるが、うまく話しかけられず聞きそびれてしまう。連絡網を回してもらえず係の仕事に参加しなかった小太郎は教師に叱られる。それを見た茜はようやく自分のLINEのIDを渡し、仕事を手伝う。 |                    | |                   |                                                  |                                                                                                  |                                              |
| 02 | 一握の砂           | 1. 節子と永原 2. 涼子先生とろまん(1) 3. 涼子先生とろまん(2) 4. 心咲とカネコ                                                                           | 平井義通          | 平井義通                                         | 村上直紀 小菅洋 袴田裕二 川島尚 江上夏樹 清水直樹 田頭沙織 古山瑛一朗                            | 桝田邦彰 山崎正和 藤崎賢二                   |
| 運動会の日。毎夜小説を書く小太郎は寝不足気味だが、200メートル走で1位の茜の姿に見とれる。小太郎も200メートル走に出場するが転んで最下位。午後、茜は用具係の打ち合わせ中、いつも持ち歩いている芋のマスコットを落としてしまう。不安になった茜はリレーでバトンを落とすミスをして落ち込む。小太郎は茜が落としたマスコットを探し、茜に渡す。その夜、茜からLINEでお礼のメッセージが届き小太郎はひそかに喜ぶ。 |                    | |                   |                                                  |                                                                                                  |                                              |
| 03 | 月に吠える         | - | 平峯義大 岩崎光洋 | 平峯義大                                         | 清水直樹 北村友幸 小菅洋                                                                         | 新田靖成                                     |
| 中間試験が始まる。小太郎は文芸誌の新人賞に応募した小説が落選、落ち込んでいたが、学校では話せない茜とのLINEで勇気付けられる。試験が終わり、陸上部の比良と茜の噂を聞いた小太郎は、茜の好きな人が気になりだす。次の日曜日、茜は陸上大会に出場、小太郎は熊野神社に川越まつりのお囃子の稽古に行く。夜、稽古が終わった小太郎の前に茜が姿を見せる。茜は大会で自己ベストを更新したことを報告。小太郎はしばしためらった後、茜に「つきあって」と告白する。 |                    | |                   |                                                  |                                                                                                  |                                              |
| 04 | 通り雨             | 1. 涼子先生とろまん(3)〜京都編〜 2. 節子と永原(2)〜京都旅情編〜 3. 節子と永原(3)〜京都追憶編〜                                                        | 浅井義之          | 中田誠                                           | 大谷道子 田中彩 藪田裕希                                                                         | 桝田邦彰 山崎正和 藤崎賢二                   |
| 小太郎の告白に茜は戸惑い「少し待って」と答える。その後二人は一度も話すことなく京都への修学旅行の日を迎える。持ち込み禁止のスマホを工夫して持ち込む生徒たち。その夜、小太郎は翌日の自由行動で百貨店の前で待ち合わせようと茜にLINEを送るが、教師に見つかり、スマホを没収されてしまう。翌日、小太郎と連絡がつかないまま、茜は一人百貨店の前で待つ。雨の中、茜を探す小太郎は思い切って千夏に頼み、連絡を取ってもらって茜と落ち合う。茜は、小太郎をなじったあと、「もっと喋りたい」と告白の返事をする。 |                    | |                   |                                                  |                                                                                                  |                                              |
| 05 | こころ             | 1. 漢一匹！小笠原大地(1) 2. 美羽と稲葉(1) 3. 美羽と稲葉(2) 4. 彩音のカレシ(1)                                                                         | 齋藤徳明          | ふじいたかふみ                                   | 小美野雅彦                                                                                       | 森田和明 桝田邦彰 山崎正和                   |
| ようやくつきあいはじめた小太郎と茜だが、二人ともつきあうということがよくわからない。千夏は小太郎に親しげに声をかけるようになる。小太郎は茜にLINEで昼休みに図書室で会う約束をするが、千夏に先回りされ話ができない。茜も部活帰りに比良から励ましの言葉をかけられるが、後輩たちからつきあっていると噂されてしまう。放課後、小太郎は古書店に茜を呼び出す。店番の立花が席をはずしているあいだ、二人は言葉を交わす。小太郎が茜の手を握った時、茜のスマホに千夏から「安曇くんのこと好きになっちゃったみたい」とLINEが入る。 |                    | |                   |                                                  |                                                                                                  |                                              |
| 06 | 走れメロス         | 1. さくらの妄想日記(1) 2. 美羽と稲葉(3) 3. 涼子先生とろまん(4) 4. 美羽と稲葉(4)                                                                       | 及川啓 岩崎光洋   | 中田誠                                           | 清水直樹 北村友幸 袴田裕二 川島尚                                                                | 桝田邦彰 山崎正和                            |
| 小太郎は早朝の図書室で茜と待ち合わせ、今度の日曜に出版社に呼ばれたことを報告。同じ日に大会がある茜は一緒に頑張ろうと小太郎と指切りする。日曜日、出版社を訪ねた小太郎は編集者の喜多村（声 - 杉崎亮）から純文学ではなくライトノベルを書くよう勧められ、帰宅すると母の淳子から黙って出版社に行ったことを叱られる。茜は試合前、千夏に小太郎と付き合っていると打ち明けるが、千夏は既に知っていた。茜は思うような成績を出せず落ち込む。翌朝の図書室で、小太郎と茜は好きなことをもっと頑張ると約束する。放課後、茜と千夏はお互い黙っていたことを謝り、和解するが、千夏は小太郎をちゃんとあきらめたいから告白したいと言い出す。                                                                      |                    | |                   |                                                  |                                                                                                  |                                              |
| 前半抄 | 道程               | - | -                 | -                                                | -                                                                                                | -                                            |
| 第6話までの総集編。 |                    | |                   |                                                  |                                                                                                  |                                              |
| 07 | 惜しみなく愛は奪う | 1. さくらの妄想日記(2) 2. 涼子先生と女子たち(1) 3. 涼子先生と女子たち(2) 4. 涼子先生と女子たち(3) 5. 節子と永原(4)〜別れ話編〜 6. さくらの妄想日記(3) | 岸誠二 池端隆史   | 高田昌豊                                         | 清水直樹 北村友幸 村上直起 齋藤雅和 古山瑛一朗 李智悟 徐承慧 崔仁燮 桜井このみ 服部憲知          | 森田和明 桝田邦彰 高原修司                   |
| 千夏に誘われ小太郎と茜は友人達と遊園地へ。千夏は小太郎の隣を陣取り、茜と比良ははぐれてしまう。小太郎は二人を探し、比良に茜と付き合ってると宣言。小太郎の交際宣言を聞いた友人達は騒然。小太郎は茜を連れ出し二人で遊園地を楽しみ、夜の花火を見ながらキスしようとするが、子供に騒がれ笑いあう。帰りの電車の中、茜のスマホに千夏から「告白、できなかった」と嘆きのLINEが届く。 |                    | |                   |                                                  |                                                                                                  |                                              |
| 08 | ヰタ・セクスアリス | 1. 心咲とカネコ(2) 2. 涼子先生とろまん(5) 3. 美羽と稲葉(5) 4. さくらとろまん 5. 女一匹♥滝沢葵 6. 涼子先生とろまん(6) 7. 小太郎の両親                  | 柿本広大 岩崎光洋 | 嵯峨敏                                           | 辻初樹 関口雅浩 粉川剛 小橋陽介 石田啓一 栗井重紀 服部憲知                                       | 森田和明 桝田邦彰 高原修司 清水直樹          |
| 8月10日の登校日、小太郎と茜の仲はクラス中に知れ渡っていた。部活が終わった茜は小太郎のお囃子の稽古を初めて見学する。稽古のあと二人は立花から氷川神社の風鈴祭りを勧められる。夕方、茜は浴衣姿で小太郎と祭りへ行く。小太郎の誕生日が8月7日と知った茜は土産物屋で自分とお揃いの芋のマスコットを買ってプレゼント。神社で二人は「茜ちゃん」「小太郎くん」と名前で呼び合いキスする。縁結びの風鈴には、二人に「ずっと一緒にいられますように」と書かれた短冊があった。 |                    | |                   |                                                  |                                                                                                  |                                              |
| 09 | 風立ちぬ           | 1. 彩音のカレシ(2) 2. 男子女子の恋バナ | 平峯義大 岩崎光洋 | 平峯義大                                         | 袴田裕二 川島尚 北村友幸 清水直樹 立田眞一 田頭沙織                                              | 桝田邦彰 山崎正和 高原修司                   |
| 秋、小太郎も茜も自分の進路を決めかねていた。茜の父は来年千葉の本社に異動になるかもしれないと家族に発表。茜は千葉の高校を受験することを勧められる。小太郎は茜の中学最後の陸上大会をこっそり見に行く。茜は100メートル競走で自己ベストを更新する13.70の記録を出す。大会後、比良は部員たちを川越祭りに誘う。その夜、茜は小太郎にLINEで千葉に引っ越すと打ち明ける。 |                    | |                   |                                                  |                                                                                                  |                                              |
| 10 | 斜陽               | 1. さくらと卒アル | 平井義通          | 平井義通                                         | 北村友幸 清水直樹 袴田裕二 立田眞一 田頭沙織 古山瑛一朗 服部憲知 松本文男 山﨑輝彦 徐承慧 崔仁燮 | 森田和明 桝田邦彰 山崎正和 高原修司          |
| 茜は千葉の高校の推薦入試を受けることが決まり、小太郎と同じ塾に通いはじめる。川越祭りの夜、陸上部員たちと祭りに来た茜は、山車の上で舞う小太郎に見とれる。比良は茜に自分の思いを告白するが、断られる。それを目撃した小太郎は待ち合わせた茜に冷たい態度をとってしまい、茜は泣きながら帰る。翌日二人は学校でも話せないまま。塾で千葉の高校の資料を見つけた茜は帰る小太郎を呼び止める。小太郎は両親を説得して同じ高校を受けると答える。感激した茜は泣きながら小太郎にキスする。 |                    | |                   |                                                  |                                                                                                  |                                              |
| 11 | 学問のすすめ       | - | 政木伸一          | 野崎真代                                         | 伊藤亜矢子 大河内忍 吉川美貴 NAMU ANIMATION Kim Bongdeok                                         | 森田和明 新田靖成 山崎正和 桝田邦彰 高原修司 |
| 小太郎は受験のため猛勉強を始める。三者面談で茜と同じ高校を受けると打ち明けられた母親の淳子は激怒するが、小太郎の決意は変わらない。しかし模試の成績は芳しくない。クリスマス、茜と小太郎は久しぶりにデートする。茜は手編みのマフラー、小太郎はハンカチをプレゼントし、神社を散策してキスする。茜は推薦入試で高校に合格。小太郎は父親の龍之介から、市立高校と併願なら受験していいと言われる。さらに淳子が反対する担任を説得したことを聞かされる。受験の朝、小太郎は両親に見送られて受験場へ向かう。 |                    | |                   |                                                  |                                                                                                  |                                              |
| 12 | それから           | - | 岸誠二 平峯義大   | ふじいたかふみ 高田昌豊 中田誠 平井義通 池端隆史 | 川島尚 北村友幸 清水直樹 袴田裕二 立田眞一 田頭沙織 古山瑛一郎                                   | 森田和明 新田靖成 山崎正和 桝田邦彰 高原修司 |
| 受験に失敗した小太郎は、立花の勧めで自分の経験を小説に書き始める。地元の市立高校合格発表の日、千夏は小太郎に告白するが小太郎に断られる。卒業式の翌日、茜とデートした小太郎はバイト代で茜に会いに行くと話すが、茜は不安になり泣きだしてしまう。翌日、水野家は引っ越しする。茜は千夏から小太郎が投稿した小説投稿サイトを教えられ、スマホで自分がモデルの小説を読む。お囃子の稽古を終えた小太郎は小説に茜からコメントがついているのに気が付き走り出す。引っ越し先に向かう電車の中、茜は更新された小説の終章に小太郎の強い思いが綴られているのを読み、涙する。小太郎は茜の乗った電車に向かって「大好きだー！」と叫ぶ。時は流れ、川越祭りの日、家族に囲まれ、子供を抱いた小太郎と茜の姿があった。 |                    | |                   |                                                  |                                                                                                  |                                              |

## 放送局
| 放送期間                | 放送時間                     | 放送局     | 対象地域   | 備考                               |
| ----------------------- | ---------------------------- | ---------- | ---------- | ---------------------------------- |
| 2017年4月7日 - 6月30日  | 金曜 0:00 - 0:30（木曜深夜） | TOKYO MX   | 東京都     |                                    |
| 2017年4月9日 - 7月2日   | 日曜 2:28 - 2:58（土曜深夜） | 毎日放送   | 近畿広域圏 | 製作参加 / 『アニメシャワー』第2部 |
| 2017年4月10日 - 7月7日  | 月曜 1:30 - 2:00（日曜深夜） | BS11       | 日本全域   | BS放送 / 『ANIME+』枠              |
| 2017年4月11日 - 7月4日  | 火曜 2:05 - 2:35（月曜深夜） | テレビ愛知 | 愛知県     |                                    |
| 2017年5月10日 - 7月26日 | 水曜 0:00 - 0:30（火曜深夜） | AT-X       | 日本全域   | CS放送 / リピート放送あり          |

| 配信開始日    | 配信時間                   | 配信サイト |
| ------------- | -------------------------- | --- |
| 2017年4月9日  | 日曜 2:58（土曜深夜） 更新 | TVer |
| 2017年4月11日 | 火曜 12:00 更新            | YouTube フライングドッグ公式アカウント GYAO! バンダイチャンネル MBS動画イズム dアニメストア アニメ放題 ビデオマーケット U-NEXT dTV DMM.com J:COMオンデマンド |

## BD / DVD
2017年9月27日にBlu-ray Disc BOX 初回生産限定版 (VTZF-68) およびDVD BOX 初回生産限定版 (VTZF-69)、2018年に通常版が発売された。

## 評価・反響
ライターの大山くまおは、放送中ツイッターのタイムラインに視聴者の悶絶する悲鳴が並ぶことを紹介、「深夜の恋テロアニメ」と評した。
アニメ公式ツイッターは上記の記事を引用して、「ぜひとも流行らせていければ」と「#恋テロ」ハッシュタグをつけてツイートした。

## コラボレーション
2017年7月30日に開催された川越百万灯夏祭り内に、本川越駅前ステージにて開催された“川越浴衣まつり”とコラボを実施した。監督の岸誠二と水野茜役の小原好美によるスペシャルトークショーを開催し、浴衣コンテストの特別審査員としても参加した。
2017年7月25日から8月24日まで、スマートフォンアプリ「舞台めぐり」を使ったデジタルスタンプラリーイベント「鉄道でめぐる！埼玉×アニメ・マンガ横断ラリー」を実施。
2017年8月26日、27日に行われた埼玉西武ライオンズ対オリックス・バファローズにて、埼玉が舞台、または関わりのあるアニメ・漫画8作品がメットライフドームに大集合するイベントに本作も8作の内の1作として参加した。